# Don't Look Down (Martin Garrix & Usher)
"Don't Look Down" is een nummer van de Nederlandse DJ en muziekproducent Martin Garrix samen met de Amerikaanse zanger Usher. Het kwam uit als muziekdownload op 17 maart 2015 op iTunes.

## Tracklijst
| Nr. | Titel                       | Duur |
| --- | --------------------------- | ---- |
| 1.  | Don't Look Down (met Usher) | 3:43 |

## Hitnoteringen

### Nederlandse Top 40
| Hitnotering: 04-04-2015 t/m 29-08-2015 | Hitnotering: 04-04-2015 t/m 29-08-2015 | Hitnotering: 04-04-2015 t/m 29-08-2015 | Hitnotering: 04-04-2015 t/m 29-08-2015 | Hitnotering: 04-04-2015 t/m 29-08-2015 | Hitnotering: 04-04-2015 t/m 29-08-2015 | Hitnotering: 04-04-2015 t/m 29-08-2015 | Hitnotering: 04-04-2015 t/m 29-08-2015 | Hitnotering: 04-04-2015 t/m 29-08-2015 | Hitnotering: 04-04-2015 t/m 29-08-2015 | Hitnotering: 04-04-2015 t/m 29-08-2015 | Hitnotering: 04-04-2015 t/m 29-08-2015 | Hitnotering: 04-04-2015 t/m 29-08-2015 |
| Week:                                  | 1                                      | 2                                      | 3                                      | 4                                      | 5                                      | 6                                      | 7                                      | 8                                      | 9                                      | 10                                     | 11                                     | 12                                     |
| -------------------------------------- | -------------------------------------- | -------------------------------------- | -------------------------------------- | -------------------------------------- | -------------------------------------- | -------------------------------------- | -------------------------------------- | -------------------------------------- | -------------------------------------- | -------------------------------------- | -------------------------------------- | -------------------------------------- |
| Positie:                               | 26                                     | 24                                     | 23                                     | 22                                     | 19                                     | 17                                     | 17                                     | 18                                     | 14                                     | 12                                     | 10                                     | 12                                     |
| Week:                                  | 13                                     | 14                                     | 15                                     | 16                                     | 17                                     | 18                                     | 19                                     | 20                                     | 21                                     | 22                                     |                                        |                                        |
| Positie:                               | 16                                     | 17                                     | 19                                     | 20                                     | 21                                     | 25                                     | 27                                     | 30                                     | 34                                     | 40                                     | uit                                    |                                        |

### NederlandseSingle Top 100
| Hitnotering (Week 1 t/m 30): 28-03-2015 t/m 17-10-2015 Hitnotering (Week 31): 31-10-2015 | Hitnotering (Week 1 t/m 30): 28-03-2015 t/m 17-10-2015 Hitnotering (Week 31): 31-10-2015 | Hitnotering (Week 1 t/m 30): 28-03-2015 t/m 17-10-2015 Hitnotering (Week 31): 31-10-2015 | Hitnotering (Week 1 t/m 30): 28-03-2015 t/m 17-10-2015 Hitnotering (Week 31): 31-10-2015 | Hitnotering (Week 1 t/m 30): 28-03-2015 t/m 17-10-2015 Hitnotering (Week 31): 31-10-2015 | Hitnotering (Week 1 t/m 30): 28-03-2015 t/m 17-10-2015 Hitnotering (Week 31): 31-10-2015 | Hitnotering (Week 1 t/m 30): 28-03-2015 t/m 17-10-2015 Hitnotering (Week 31): 31-10-2015 | Hitnotering (Week 1 t/m 30): 28-03-2015 t/m 17-10-2015 Hitnotering (Week 31): 31-10-2015 | Hitnotering (Week 1 t/m 30): 28-03-2015 t/m 17-10-2015 Hitnotering (Week 31): 31-10-2015 | Hitnotering (Week 1 t/m 30): 28-03-2015 t/m 17-10-2015 Hitnotering (Week 31): 31-10-2015 | Hitnotering (Week 1 t/m 30): 28-03-2015 t/m 17-10-2015 Hitnotering (Week 31): 31-10-2015 | Hitnotering (Week 1 t/m 30): 28-03-2015 t/m 17-10-2015 Hitnotering (Week 31): 31-10-2015 | Hitnotering (Week 1 t/m 30): 28-03-2015 t/m 17-10-2015 Hitnotering (Week 31): 31-10-2015 | Hitnotering (Week 1 t/m 30): 28-03-2015 t/m 17-10-2015 Hitnotering (Week 31): 31-10-2015 | Hitnotering (Week 1 t/m 30): 28-03-2015 t/m 17-10-2015 Hitnotering (Week 31): 31-10-2015 | Hitnotering (Week 1 t/m 30): 28-03-2015 t/m 17-10-2015 Hitnotering (Week 31): 31-10-2015 | Hitnotering (Week 1 t/m 30): 28-03-2015 t/m 17-10-2015 Hitnotering (Week 31): 31-10-2015 | Hitnotering (Week 1 t/m 30): 28-03-2015 t/m 17-10-2015 Hitnotering (Week 31): 31-10-2015 |
| Week:                                                                                    | 1                                                                                        | 2                                                                                        | 3                                                                                        | 4                                                                                        | 5                                                                                        | 6                                                                                        | 7                                                                                        | 8                                                                                        | 9                                                                                        | 10                                                                                       | 11                                                                                       | 12                                                                                       | 13                                                                                       | 14                                                                                       | 15                                                                                       | 16                                                                                       | 17                                                                                       |
| ---------------------------------------------------------------------------------------- | ---------------------------------------------------------------------------------------- | ---------------------------------------------------------------------------------------- | ---------------------------------------------------------------------------------------- | ---------------------------------------------------------------------------------------- | ---------------------------------------------------------------------------------------- | ---------------------------------------------------------------------------------------- | ---------------------------------------------------------------------------------------- | ---------------------------------------------------------------------------------------- | ---------------------------------------------------------------------------------------- | ---------------------------------------------------------------------------------------- | ---------------------------------------------------------------------------------------- | ---------------------------------------------------------------------------------------- | ---------------------------------------------------------------------------------------- | ---------------------------------------------------------------------------------------- | ---------------------------------------------------------------------------------------- | ---------------------------------------------------------------------------------------- | ---------------------------------------------------------------------------------------- |
| Positie:                                                                                 | 46                                                                                       | 34                                                                                       | 26                                                                                       | 25                                                                                       | 21                                                                                       | 16                                                                                       | 20                                                                                       | 23                                                                                       | 22                                                                                       | 25                                                                                       | 20                                                                                       | 17                                                                                       | 19                                                                                       | 21                                                                                       | 21                                                                                       | 24                                                                                       | 24                                                                                       |
| Week:                                                                                    | 18                                                                                       | 19                                                                                       | 20                                                                                       | 21                                                                                       | 22                                                                                       | 23                                                                                       | 24                                                                                       | 25                                                                                       | 26                                                                                       | 27                                                                                       | 28                                                                                       | 29                                                                                       | 30                                                                                       |                                                                                          | 31                                                                                       |                                                                                          |                                                                                          |
| Positie:                                                                                 | 29                                                                                       | 30                                                                                       | 33                                                                                       | 35                                                                                       | 38                                                                                       | 46                                                                                       | 47                                                                                       | 58                                                                                       | 73                                                                                       | 86                                                                                       | 95                                                                                       | 99                                                                                       | 96                                                                                       | uit                                                                                      | 90                                                                                       | uit                                                                                      |                                                                                          |

### 3FM Mega Top 50
| Hitnotering: 28-03-2015 t/m 05-09-2015 | Hitnotering: 28-03-2015 t/m 05-09-2015 | Hitnotering: 28-03-2015 t/m 05-09-2015 | Hitnotering: 28-03-2015 t/m 05-09-2015 | Hitnotering: 28-03-2015 t/m 05-09-2015 | Hitnotering: 28-03-2015 t/m 05-09-2015 | Hitnotering: 28-03-2015 t/m 05-09-2015 | Hitnotering: 28-03-2015 t/m 05-09-2015 | Hitnotering: 28-03-2015 t/m 05-09-2015 | Hitnotering: 28-03-2015 t/m 05-09-2015 | Hitnotering: 28-03-2015 t/m 05-09-2015 | Hitnotering: 28-03-2015 t/m 05-09-2015 | Hitnotering: 28-03-2015 t/m 05-09-2015 | Hitnotering: 28-03-2015 t/m 05-09-2015 |
| Week:                                  | 1                                      | 2                                      | 3                                      | 4                                      | 5                                      | 6                                      | 7                                      | 8                                      | 9                                      | 10                                     | 11                                     | 12                                     | 13                                     |
| -------------------------------------- | -------------------------------------- | -------------------------------------- | -------------------------------------- | -------------------------------------- | -------------------------------------- | -------------------------------------- | -------------------------------------- | -------------------------------------- | -------------------------------------- | -------------------------------------- | -------------------------------------- | -------------------------------------- | -------------------------------------- |
| Positie:                               | 36                                     | 28                                     | 26                                     | 29                                     | 25                                     | 24                                     | 26                                     | 28                                     | 23                                     | 13                                     | 13                                     | 12                                     | 16                                     |
| Week:                                  | 14                                     | 15                                     | 16                                     | 17                                     | 18                                     | 19                                     | 20                                     | 21                                     | 22                                     | 23                                     | 24                                     |                                        |                                        |
| Positie:                               | 19                                     | 15                                     | 19                                     | 19                                     | 24                                     | 24                                     | 23                                     | 37                                     | 37                                     | 40                                     | 48                                     | uit                                    |                                        |